# Прыжки в воду на летних Олимпийских играх 1980

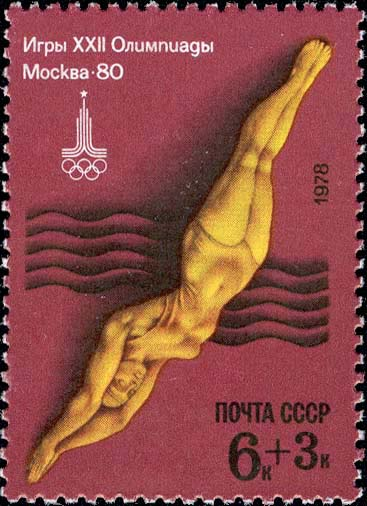
Почтовая марка СССР

Соревнования по прыжкам в воду на летних Олимпийских играх 1980 года в Москве проходили с 20 по 28 июля в бассейне спорткомплекса «Олимпийского».
Было разыграно 4 комплекта наград: в прыжках с 3-метрового трамплина и 10-метровой вышки среди мужчин и женщин.
В соревнованиях приняли участие 67 спортсменов и спортсменок из 23 стран.
Наиболее успешно выступили советские и восточногерманские спортсмены: они выиграли 10 из 12 разыгранных медалей, в т. ч. все золотые. Советские прыгуны выиграли в Москве 2 из 4 золотых наград, завоёванных за всю историю советских прыжков в воду на Олимпийских играх (ранее чемпионами становились Владимир Васин в 1972 году и Елена Вайцеховская в 1976 году). Золото Ирины Калининой на трамплине остаётся единственным для советских и российских прыгуний в воду на Олимпийских играх в этом виде программы.
33-летний итальянец Джорджо Каньотто, который дебютировал на Олимпийских играх 16 лет назад в Токио, а в Москве бывший самым возрастным участником олимпийского турнира, выиграл свою 4-ю олимпийскую медаль в карьере — в 1972 году в Мюнхене он выиграл серебро на трамплине и бронзу на вышке, а в 1976 году в Монреале серебро на трамплине.
25-летний Карлос Хирон принёс Мексике единственное серебро на Играх в Москве, кроме этой медали на счету мексиканцев было лишь 3 бронзы в конном спорте.
Один из главных фаворитов среди мужчин американец Грег Луганис не смог принять участие в Играх в связи с бойкотом сборной США московской Олимпиады.

## Медали

### Медалисты

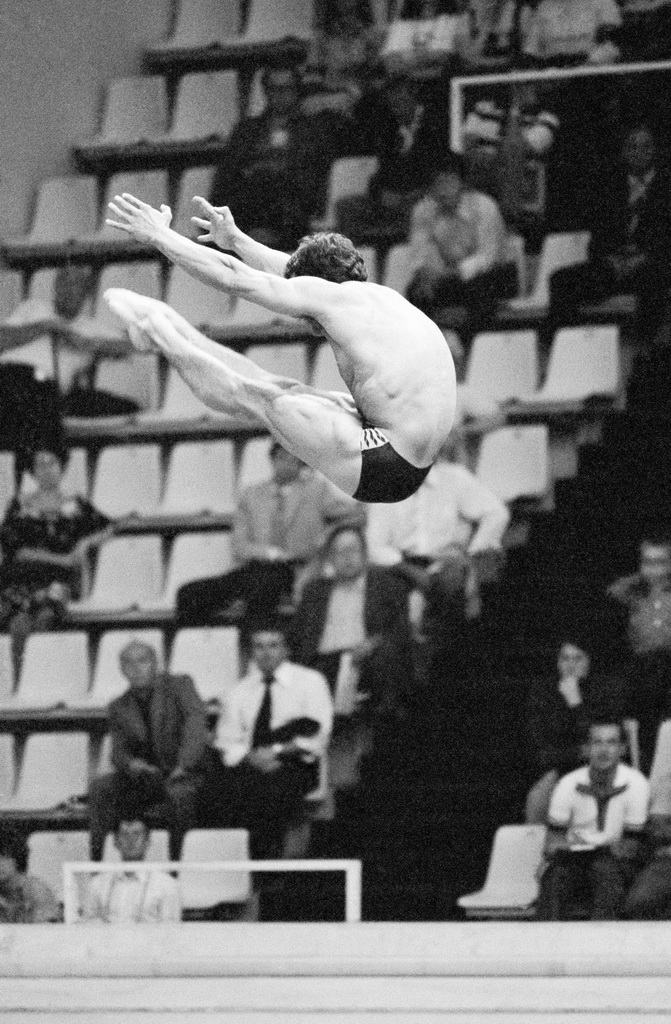
Обладатель серебра на 3-метровом трамплине мексиканец Карлос Хирон (25 июля 1980)

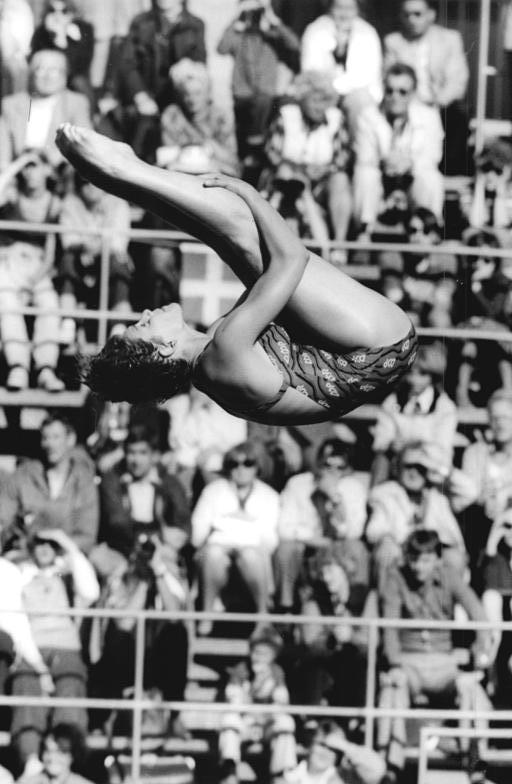
20-летняя Мартина Ешке из ГДР выиграла золото на вышке (фото 1979 года)

#### Мужчины
| Дисциплина                        | Золото                 | Серебро               | Бронза                  |
| 3-метровый трамплин см. подробнее | Александр Портнов СССР | Карлос Хирон Мексика  | Джорджо Каньотто Италия |
| 10-метровая вышка см. подробнее   | Фальк Хоффман ГДР      | Владимир Алейник СССР | Давид Амбарцумян СССР   |

#### Женщины
| Дисциплина                        | Золото              | Серебро              | Бронза             |
| 3-метровый трамплин см. подробнее | Ирина Калинина СССР | Мартина Прёбер ГДР   | Карин Гутке ГДР    |
| 10-метровая вышка см. подробнее   | Мартина Ешке ГДР    | Сирвард Эмирзян СССР | Лиана Цотадзе СССР |

### Общий зачёт
| Общее количество медалей |         |        |         |        |       |
| Место                    | Страна  | Золото | Серебро | Бронза | Всего |
| 1                        | СССР    | 2      | 2       | 2      | 6     |
| 2                        | ГДР     | 2      | 1       | 1      | 4     |
| 3                        | Мексика | 0      | 1       | 0      | 1     |
| 4                        | Италия  | 0      | 0       | 1      | 1     |
| Всего                    | Всего   | 4      | 4       | 4      | 12    |

## Судьи
Технический делегат ФИНА —  Гарольд Хеннинг
Директор соревнований —  Анатолий Ларюшкин
Технический комитет ФИНА
- Эберхард Баде
- Герт Буров
- Биргер Кивеля
- Антонио Марискаль
- Ньютон Писсини
- Джон Сандерс
- Ар Джей Смит
- Родольфо Спербер
- Йёста Эландер

Арбитры
- Валерио Бертолотти
- Хайнц Гольд
- Евгений Громов
- Виктор Груздев
- Валентина Дедова
- Георгий Евангулов
- Михаил Зубрилов
- Василий Кувшинкин
- Анатолий Ларюшкин
- Тарья Лильестрём
- Раймон Милинхаузен
- Тосио Охцубо
- Сталий Портнов
- Джон Рихардс Рейндерс
- Владимир Селезнёв
- Ян Сник
- Асгари Таги
- Анорио Тенорио
- Ньютон Тронкосо
- Франсиско Феррер
- Альфред Харчикян
- Питер Хубер
- Мария Чермакова